# 神野村 (香川県)
神野村（かんのそん）は、香川県仲多度郡にあった村。
現在のまんのう町真野・岸上・神野・五條と琴平町五條にあたる。

## 歴史
- 1890年（明治23年）2月15日 - 町村制施行に伴い、那珂郡眞野村、五條村、岸上村、東七箇村が合併し、神野村が発足。
- 1899年（明治32年）4月1日 - 那珂郡が多度郡と合併し、仲多度郡となる。
- 1950年（昭和25年）3月15日 - 村内に昭和天皇の戦後巡幸。満濃池を訪問。県および堤防の増築、開墾関係者が出迎えた[2]。
- 1955年（昭和30年）4月1日 - 四条村・吉野村と合併し、満濃町が発足。同日付で神野村が廃止。